# Селиверстовы
Селиверстовы — дворянский род.
При подаче документов (02 ноября 1686) для внесения рода в Бархатную книгу, была предоставлена родословная роспись Селивёрстовых.
Род внесён в VI часть родословных книг Тульской и Тамбовской губерний.

## Происхождение и история рода
Происходит, по сказаниям старинных родословцев, от выехавшего из Большой Орды «мужа честна» Феогниста, в крещении Василия, сын которого Селивёрст был родоначальником Селивёрстовых. Потомки его Замятня Фёдорович и Афанасий Богданович Селивёрстовы писаны в дворянах (1618) и за московское осадное сидение пожалованы вотчинами.
Опричником Ивана Грозного числился Селивёрстов Сухой (1573).
Богдан Васильевич Селивёрстов был воеводой в Ливнах и на Осколе (1596). Афанасий Ермолаевич Селивёрстов воевода велико-пермский, чердынский и соликамским (1654), Фёдор Афанасьевич Селивёрстов воевода — в Ряжске (1659), брат его Иван — в Калуге (1678) и Алексине (1682), Яков Фёдорович Селивёрстов — в Ядрине (1693).
Рода, с которыми состоят в родстве:
Череповы, Мединские. Дата обращения: 26 июня 2012. , Головкины.

## Описание герба
Щит разделён на четыре части, из коих в первой и четвёртой в красных полях, изображена в золотых латах согнутая рука со стрелою. Во второй и третьей частях в голубом поле по две серебряные стрелы, летящие в правую сторону.
Щит увенчан дворянскими шлемом и короной. Нашлемник: рука со стрелой. Намёт на щите голубой, подложенный золотом. Герб рода Селивёрстовых внесён в Часть 7 Общего гербовника дворянских родов Всероссийской империи, стр. 42.

## Известные представители
- Селивёрстовы: Замятня Фёдорович, Афанасий и Алексей Богдановичи — алексинские городовые дворяне (1627—1629).
- Селивёрстовы: Яков Фёдорович, Иван Фролович, Михаил и Иван Афанасьевичи — московские дворяне (1660—1692).
- Селивёрстовы: Фёдор Яковлевич, Яков Артемьевич и Иван меньшой Степанович — стряпчие (1692).
- Селивёрстовы: Пётр Михайлович, Иван большой Степанович, Кондратий, Тимофей, Гаврила и Алексей Ивановичи, Тимофей, Степан и Григорий Фёдоровичи, Андрей и Афанасий Артемьевичи — стольники (1686-1692)[4].
- Селивёрстов, Николай Дмитриевич — пензенский губернатор (1867 — 1872);